# Anútxino
Anútxino (en rus: Анучино) és un poble del krai de Primórie, a l'Extrem Orient de Rússia, que en el cens del 2010 tenia 4.462 habitants.